# Cneu Bébio Tânfilo
Cneu Bébio Tânfilo (em latim: Gnaeus Baebius Tamphilus) foi um político da gente Bébia da República Romana eleito cônsul em 182 a.C. com Lúcio Emílio Paulo Macedônico. Era irmão de Marco Bébio Tânfilo, o cônsul do ano seguinte.

## Primeiros anos
Em 204 a.C., Tânfilo foi tribuno da plebe e acusou os censores Marco Lívio Salinador e Caio Cláudio Nero de malversação de fundos durante seus mandatos. Mas o Senado, ainda que profundamente descontente com a conduta dos censores, forçou-o a retirar a acusação, pois preferia manter o princípio da não responsabilização dos censores a infligir-lhes a punição que mereciam.
Em 199 a.C., foi nomeado pretor e recebeu o comando das legiões de Caio Aurélio Cota, cônsul do ano anterior, até a chegada do novo cônsul Lúcio Cornélio Lêntulo. Mas Tânfilo, ansioso para obter uma vitória que lhe trouxesse glória, realizou uma incursão no território dos ínsubres e foi derrotado com graves perdas para os romanos. Quando Lêntulo chegou, Tânfilo foi enviado de volta a Roma em desgraça.
Em 186 a.C., foi nomeado triúnviro coloniis deducendis com o objetivo de fundar duas novas colônias.

## Consulado (182 a.C.)
Foi finalmente eleito cônsul em 182 a.C. com Lúcio Emílio Paulo Macedônico e ambos receberam a Ligúria como província consular. Assim como o colega, Tânfilo combateu vitoriosamente os lígures e permaneceu na função no ano seguinte como procônsul.